# Museo Galileo

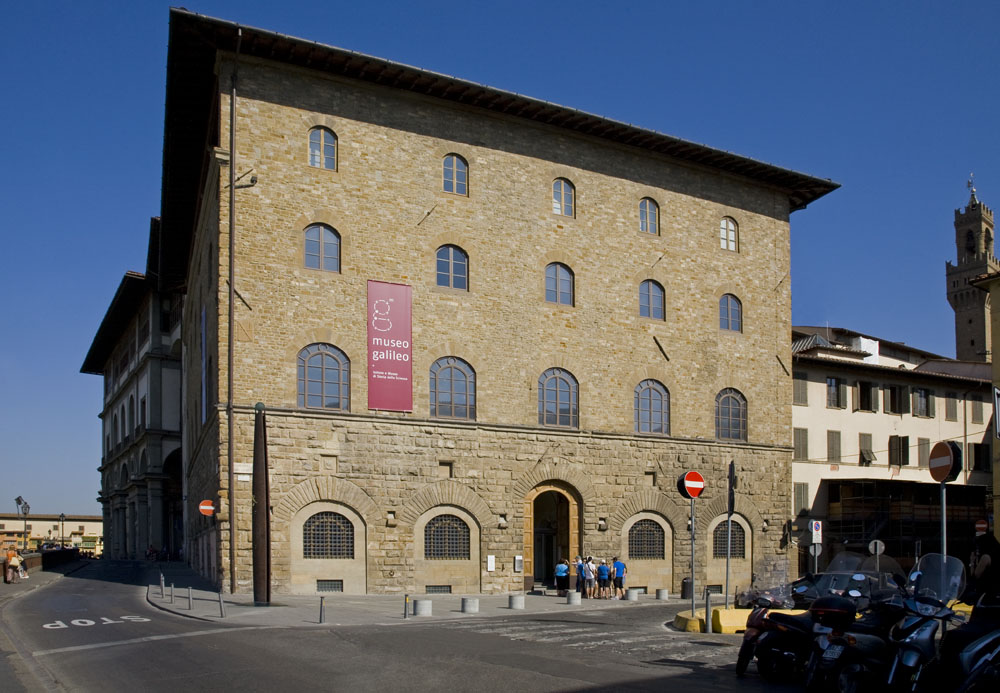
Museo Galileo-Istituto e Museo di Storia della Scienza

Das Museo Galileo ist ein Museum für Wissenschaftsgeschichte in Florenz, Italien. Die Bezeichnung erhielt das Museum nach der Wiedereröffnung des Instituts und Museums für Wissenschaftsgeschichte (IMSS, italienisch: Istituto e Museo di Storia della Scienza) am 11. Juni 2010.
Das Institut widmete sich, seit seiner Gründung im Jahre 1927, der Sammlung, Katalogisierung und Restaurierung altertümlicher Werkzeuge und Instrumente von historischer und wissenschaftlicher Bedeutung.

## Geschichte
Das IMSS war eine Gründung der Universität Florenz, die dem neugegründeten Institut ihren Bestand wissenschaftlicher Instrumente, die ursprünglich aus Sammlungen der Familie Medici und der Herzöge von Lothringen stammten, zur Verfügung stellte.
Zur Gründungszeit wurden viele Initiativen ins Leben gerufen, mit dem Ziel, das wissenschaftliche Kulturerbe Italiens zu erhalten. Mit Hilfe der 1923 gegründeten Gesellschaft „Gruppo per la Tutela del Patrimonio Scientifico“ in Florenz organisierte das IMSS im Jahr 1929 eine erste Ausstellung über die Geschichte der Wissenschaft.
Die ersten Ausstellungsräume in der ersten Etage des Palazzo Castellani, die zu dieser Zeit auch noch mit anderen Ausstellern geteilt werden mussten, wurden 1930 feierlich eingeweiht.
Der erste Präsident war der Politiker und Unternehmer Piero Ginori Conti (1865–1939). Die Gründungsschrift des Museums wurde vom Wissenschaftshistoriker Andrea Corsini (1875–1961) verfasst, der bis zu seinem Tod Direktor blieb. Dessen Nachfolgerin Maria Luisa Righini-Bonelli (1917–1981), gab den Anstoß zu einer Entwicklung, die über zwei Jahrzehnte hinweg das IMSS in ein modernes Museum und Forschungszentrum verwandelte, welches sowohl von Italienern als auch von ausländischen Gelehrten benutzt wurde.
Nach der verheerenden Flut von 1966 wurde die Ausstellung in die zweite Etage des Gebäudes verlegt, wo die Instrumente, die dank der Zusammenarbeit von italienischen und ausländischen Spezialisten gerettet und restauriert werden konnten, wieder ausgestellt sind.
In den 1980er Jahren begann das IMSS ein Entwicklungsprogramm, welches nicht nur ein neues Ausstellungskonzept erarbeitete, basierend auf aktuellen Studien, sondern auch zu einer bemerkenswerten Vergrößerung der Bibliothek führte, mit großen Investitionen in neue Informations- und Kommunikationstechnologien.
Hauptaugenmerk wurde auf nutzbringendes Erschließen der Quellen für Studien der Wissenschaftsgeschichte gelegt, besonders in Betracht auf Personen wie Galileo Galilei und die Galileische Schule. In den vergangenen zwanzig Jahren veröffentlichte das IMSS halbjährlich Publikationen zur Wissenschaftsgeschichte (Nuncius. Annali di Storia della Scienza).